# Carl August Thelning
Carl August Thelning, född 30 april 1791 i Mariestad, död den 26 oktober 1848 i Stockholm, var en svensk läkare.
Thelning blev student vid Uppsala universitet 1810,deltog som bataljonsläkare i tyska kriget 1813 samt blev 1817 medicine licentiat, 1819 kirurgie magister och 1822 medicine doktor i Uppsala. Redan 1819 hade han utnämnts till adjunkt i praktisk medicin vid Karolinska institutet. Åren 1821-22 tjänstgjorde han som överläkare vid Serafimerlasarettet, och 1822 blev han livmedikus hos kronprinsen. Sedan han 1829 befordrats till överfältläkare, arbetade han ivrigt på den militära sjukvårdens förbättring och genomdrev omskapandet av Garnisonssjukhuset i Stockholm, vilket genom hans åtgärder fick en högre klass än de flesta dylika inrättningar i Europa. Han blev 1844 förste tjänstgörande livmedikus hos Oscar I. Han invaldes 1840 i Vetenskapsakademien.